# Jos Daman
Jozef "Jos" Daman (Mechelen, 15 oktober 1945) is een Belgisch voormalig boogschutter.

## Levensloop
Daman nam deel aan aan de Olympische Zomerspelen van 1972, alwaar hij 21e eindigde.